# Glenburnie-Birchy Head-Shoal Brook
Glenburnie-Birchy Head-Shoal Brook är en ort i Kanada.   Den ligger i provinsen Newfoundland och Labrador, i den östra delen av landet, 1 400 km öster om huvudstaden Ottawa. Glenburnie-Birchy Head-Shoal Brook ligger 267 meter över havet och antalet invånare är 275.
Terrängen runt Glenburnie-Birchy Head-Shoal Brook är kuperad. Trakten runt Glenburnie-Birchy Head-Shoal Brook är nära nog obefolkad, med mindre än två invånare per kvadratkilometer.. Närmaste större samhälle är Rocky Harbour, 16,6 km norr om Glenburnie-Birchy Head-Shoal Brook. 
I omgivningarna runt Glenburnie-Birchy Head-Shoal Brook växer i huvudsak blandskog.